# Fairey Jet Gyrodyne
El Fairey Jet Gyrodyne fue un girodino experimental británico, construido por la Fairey Aviation Company, que incorporaba características de helicóptero, girodino y autogiro. El Jet Gyrodyne fue objeto de un contrato de investigación del Ministerio de Abastecimiento (MoS) para recopilar datos para el diseño posterior, el Rotodyne.

## Diseño y desarrollo
El Jet Gyrodyne fue una modificación del segundo prototipo del FB-1 Gyrodyne, matriculado como G-AJJP. El Jet Gyrodyne se construyó específicamente para desarrollar el sistema de propulsión del rotor a presión y los procedimientos operativos utilizados en el Rotodyne posterior.
El Jet Gyrodyne utilizaba el fuselaje, tren de aterrizaje y motor del FB-1 Gyrodyne. El motor radial Alvis Leonides de nueve cilindros, situado en el centro del fuselaje, movía una hélice propulsora en la punta de cada ala y dos sobrealimentadores de motor Rolls-Royce Merlin. El sistema original de rotor de cubo basculante de tres palas fue sustituido por un rotor de dos palas controlado mediante controles de paso cíclico y colectivo accionados por plato cíclico. Un empenaje proporcionaba la estabilización necesaria en los ejes de cabeceo y guiñada.
Para el despegue, el aterrizaje y el vuelo a baja velocidad, el rotor se movía con aire suministrado por los sobrealimentadores y quemado con combustible en reactores de presión montados en las puntas de las palas. Este rotor de par cero no requería un sistema de compensación antipar, aunque el paso colectivo de las hélices montadas en las puntas de las alas se controlaba mediante los pedales del timón para proporcionar control de guiñada. A medida que se ganaba velocidad aerodinámica, el sistema de accionamiento del rotor se apagaba, permitiendo que este girara automáticamente mientras las hélices proporcionaban el empuje necesario. Para el vuelo a baja velocidad y el aterrizaje, el sistema de accionamiento del rotor se reiniciaba para proporcionar capacidad de vuelo estacionario.

## Historia operacional
Los vuelos cautivos en White Waltham fueron seguidos por el primer vuelo libre en enero de 1954, pero la transición completa de helicóptero a autogiro no se logró hasta marzo de 1955, pilotado por John N. Dennis. Las pruebas del sistema continuaron y, para septiembre de 1956, se habían completado 190 transiciones y 140 aterrizajes autorrotativos. El desarrollo del procedimiento de reinicio del rotor en vuelo resultó en varios aterrizajes autorrotativos sin motor hasta que se perfeccionó el método. El Jet Gyrodyne tenía poca potencia y sólo podía transportar combustible suficiente para 15 minutos de vuelo; en ocasiones, se incorporaron depósitos de combustible externos para aumentar la autonomía.
El Jet Gyrodyne fue retirado una vez que comenzaron las pruebas en tierra del sistema de accionamiento del rotor del Rotodyne.

## Supervivientes

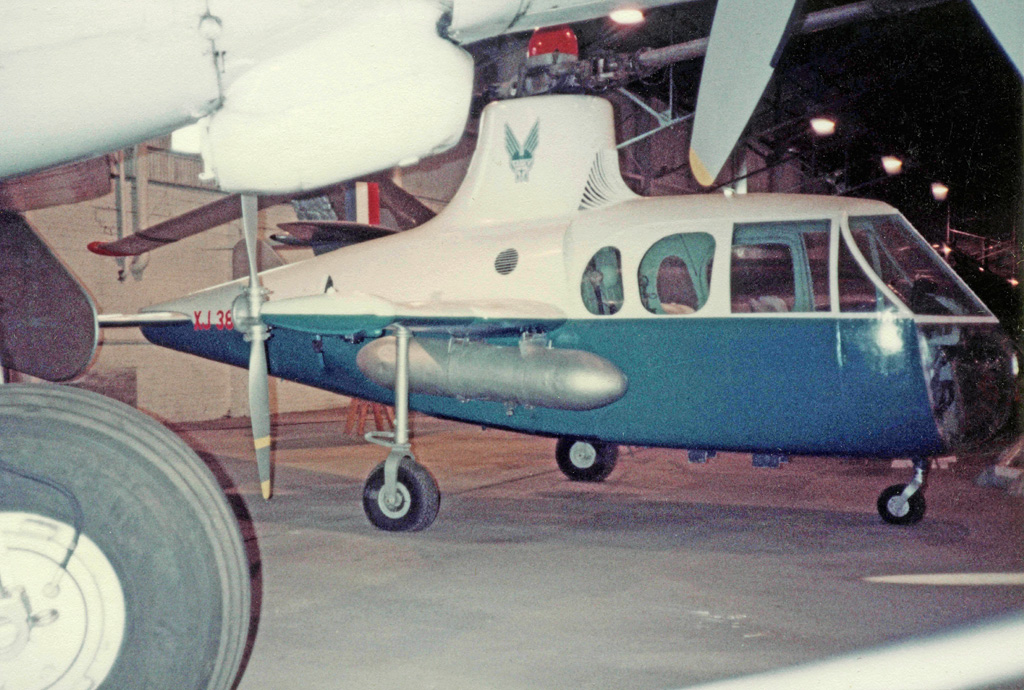
El Fairey Jet Gyrodyne conservado en el Museo de la RAF en RAF Cosford, en 1981.

Aunque estaba previsto su desguace en 1961, el Jet Gyrodyne (matrícula XD759, más tarde XJ389) sobrevivió y se exhibe en el Museo de Aviación de Berkshire, prestado por la colección del Museo de la RAF.

## Especificaciones (Jet Gyrodyne)
Referencia datos: British Aircraft Director

### Características generales
- Tripulación: Dos
- Longitud: 7,6 m (24,9 ft)
- Diámetro rotor principal: 15,8 m (51,7 ft)
- Altura: 3,1 m (10,2 ft)
- Área circular: 195,4 m² (2103,6 ft²)
- Peso vacío: 1633 kg (3599,1 lb)
- Peso cargado: 2177 kg (4798,1 lb)
- Planta motriz: 1× motor radial de 9 cilindros refrigerado por aire Alvis Leonides.
  - Potencia: 390 kW (538 HP; 530 CV)
- Hélices: Rotor bipala y 2x bipala propulsora para traslación
- Propulsor del rotor: 2x reactor de punta de pala de aire comprimido Fairey

### Rendimiento
- Velocidad máxima operativa (Vno): 230 km/h (143 MPH; 124 kt)

## Aeronaves relacionadas

### Desarrollos relacionados
- Fairey FB-1 Gyrodyne

### Aeronaves similares
- McDonnell XV-1